# Juan Carlos Payssé
Juan Carlos Payssé Salgado (Montevideo, 1 d'octubre de 1942) és un advocat i polític uruguaià pertanyent al Partit Nacional.
Graduat en Dret per la Universitat de la República. Va ser secretari polític de Wilson Ferreira Aldunate fins al 1976. No obstant això, es van separar per discrepàncies polítiques en relació amb la dictadura. Payssé va ser elegit intendent de Montevideo pels militars durant aquest període, mentre Ferreira liderava una oposició al règim des de l'exili.
Durant les eleccions de 1984 va presentar una fórmula presidencial amb Cristina Maeso, però amb escassa convocatòria.